# Pasquale La Cerra
Pasquale La Cerra (Sant'Angelo d'Alife, 14 agosto 1947) è un politico italiano.

## Biografia
Medico, politicamente impegnato con Alleanza Democratica, nelle file dei Progressisti viene eletto deputato (nel collegio uninominale di Capua con il 26%) nella XII Legislatura, compresa tra il 1994 e il 1996.
Nel 1995 è candidato sindaco di Piedimonte Matese, senza risultare eletto.
Alle elezioni politiche del 1996 si ricandida nuovamente alla Camera nello stesso collegio uninominale di Capua nelle file dell'Ulivo, ottenendo il 43,8% senza essere eletto.
Dal 1997 al 2001 è consigliere comunale a Piedimonte Matese.
Successivamente è direttore sanitario dell’Asl di Benevento.